# Vescheim
Vescheim (Duits: Weschheim) is een gemeente in het Franse departement Moselle (regio Grand Est) en telt 229 inwoners (2004). De plaats maakt deel uit van het arrondissement Sarrebourg-Château-Salins.

## Geografie
De oppervlakte van Vescheim bedraagt 1,8 km², de bevolkingsdichtheid is 127,2 inwoners per km².
De onderstaande kaart toont de ligging van Vescheim met de belangrijkste infrastructuur en aangrenzende gemeenten.

## Demografie
Onderstaande figuur toont het verloop van het inwonertal (bron: INSEE-tellingen).